# キャンプ・レモニエ
キャンプ・レモニエ（英語: Camp Lemonnier）はジブチ共和国にあるアメリカ海軍基地。ジブチ市のジブチ国際空港周縁にあり、アメリカアフリカ軍（USAFRICOM）麾下「アフリカの角」地域統合任務部隊（CJTF-HOA）の拠点として機能している。

## 概要
アフリカで唯一の恒久的な米軍基地であり、キャンプは主に欧州、アフリカ、南西アジアに駐留する海軍部隊によって運営されている。中でもCJTF-HOAは、2008年時点で基地に配置されている部隊の中で最も大規模な部隊である。

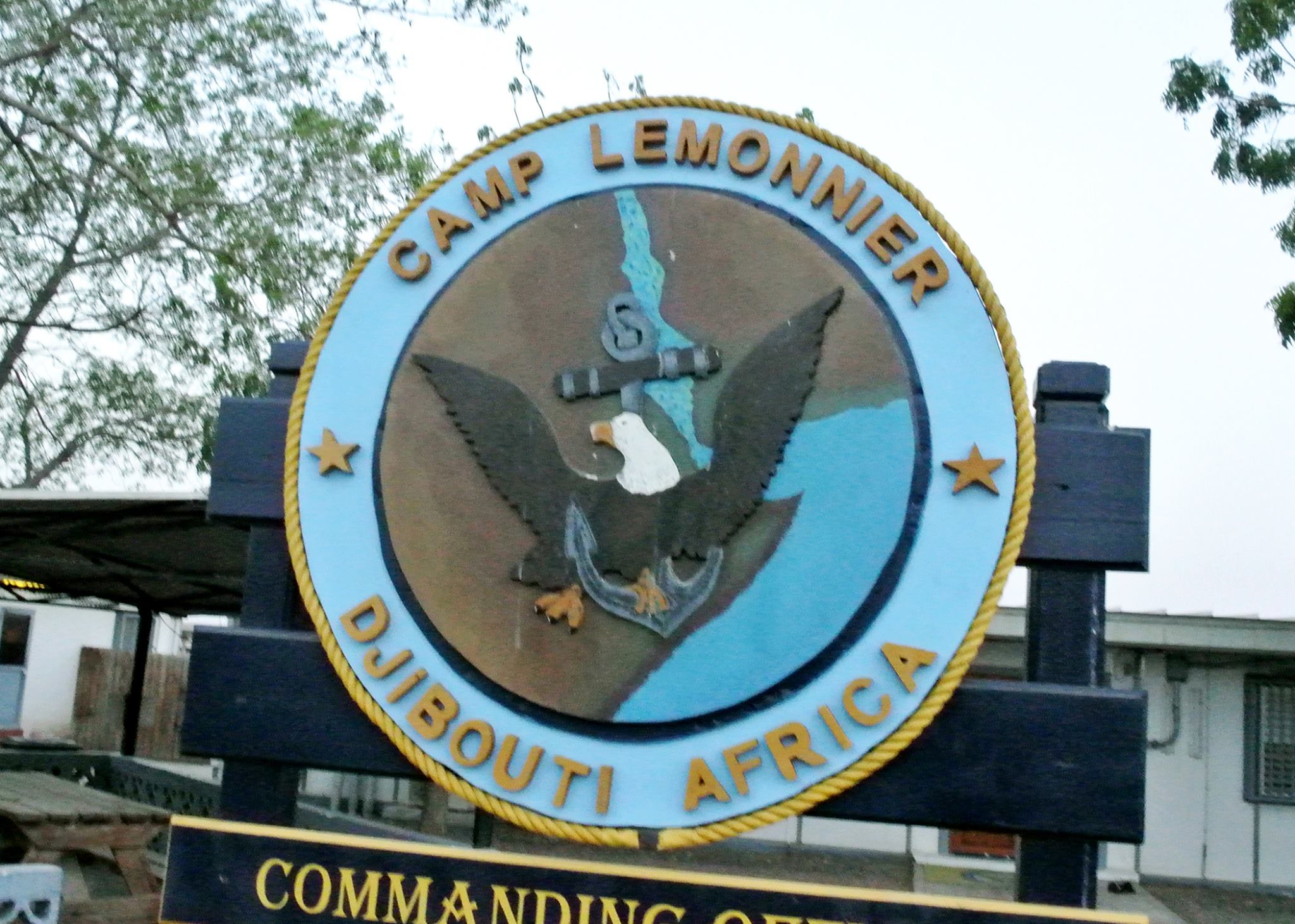
キャンプ・レモニエを示す標識

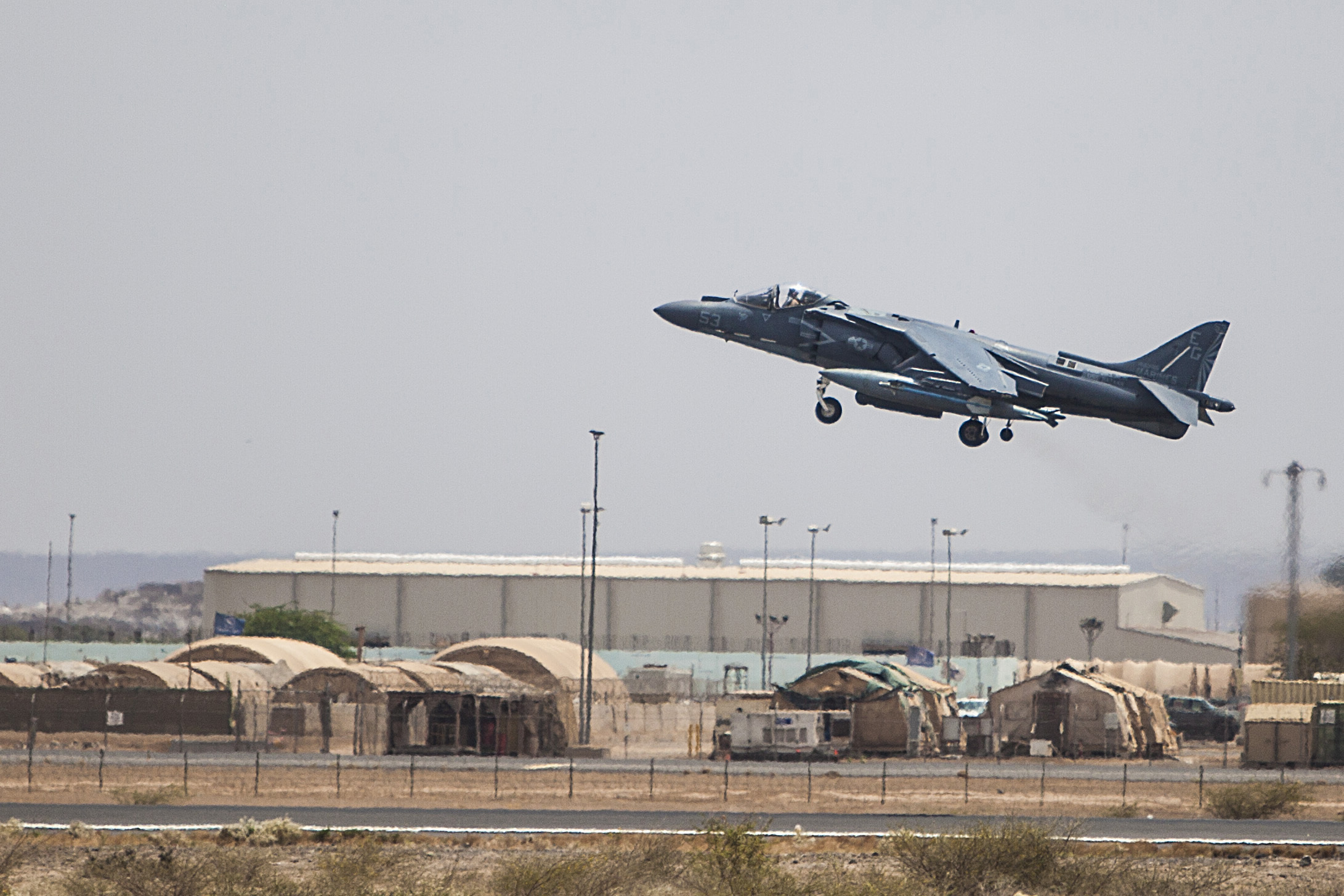
滑走路に着陸するアメリカ海兵隊のAV-8B ハリアー II（2014年）

キャンプ・レモニエは、元々フランス外人部隊の基地として設立された。基地は、隣接する空港および港湾施設を使用する権利とともに、2002年にジブチ政府によって米国にリースされた。この基地は、アフリカの角における不朽の自由作戦（OEF-HOA）を支援し、アフリカ大陸全体に広がる約6つの米国の監視ドローン基地ネットワークの中心的存在となっている。ドローン用拠点はより小さく、遠隔地にある地元の軍事基地または民間空港内にある格納庫で運用されている。キャンプ・レモニエはその戦略的な場所のため、ペルシャ湾地域での空中作戦のハブとしても機能する。
ジブチはアデン湾と紅海を隔てスエズ運河へとつながるバブ・エル・マンデブ海峡に面している戦略的に重要なポイントとなっている。そのため、中国海軍やフランス空軍、イタリア軍、日本の自衛隊といった、他の多くの外国の軍事基地が存在している。なお、ジブチ市内に入って地元の人々と自由に交流することが許されているフランス軍とは異なり、米軍兵士はジブチ市内のほとんどは立ち入り禁止であり、特別な許可を得た場合に限り、キャンプ・レモニエから外出することができることとなっている。

## 歴史
キャンプ・レモニエは、ジブチ国際空港の南側、滑走路のオーバーフローエリアとフランス軍の弾薬庫の間にあるアンブーリーの町にある。フランス外人部隊が使用した後、施設はジブチ軍によってしばらく運営された。基地名は、第二次大戦中の仏領インドシナで1945年に日本軍の明号作戦で騙し討ちによって捕虜となり殺害された、エミール・ルモニエ少将に因むものである。
2001年9月11日の同時多発テロの後、米国はテロ対策の取り組みを開始することを決定した。当初、これは集中的な攻撃に限定されていたが、2002年に米国政府は、イスラム過激主義勢力の影響力を減らすには地元政府や住民への長期的関与が必要であることを認識し、同地域の安定化作戦を実施するために、「アフリカの角」地域統合任務部隊（CJTF-HOA）を創設した。 2002年11月、海兵隊を中心としたCJTF-HOA部隊は、揚陸指揮艦 マウント・ホイットニーに乗船してジブチ沖に到着した。

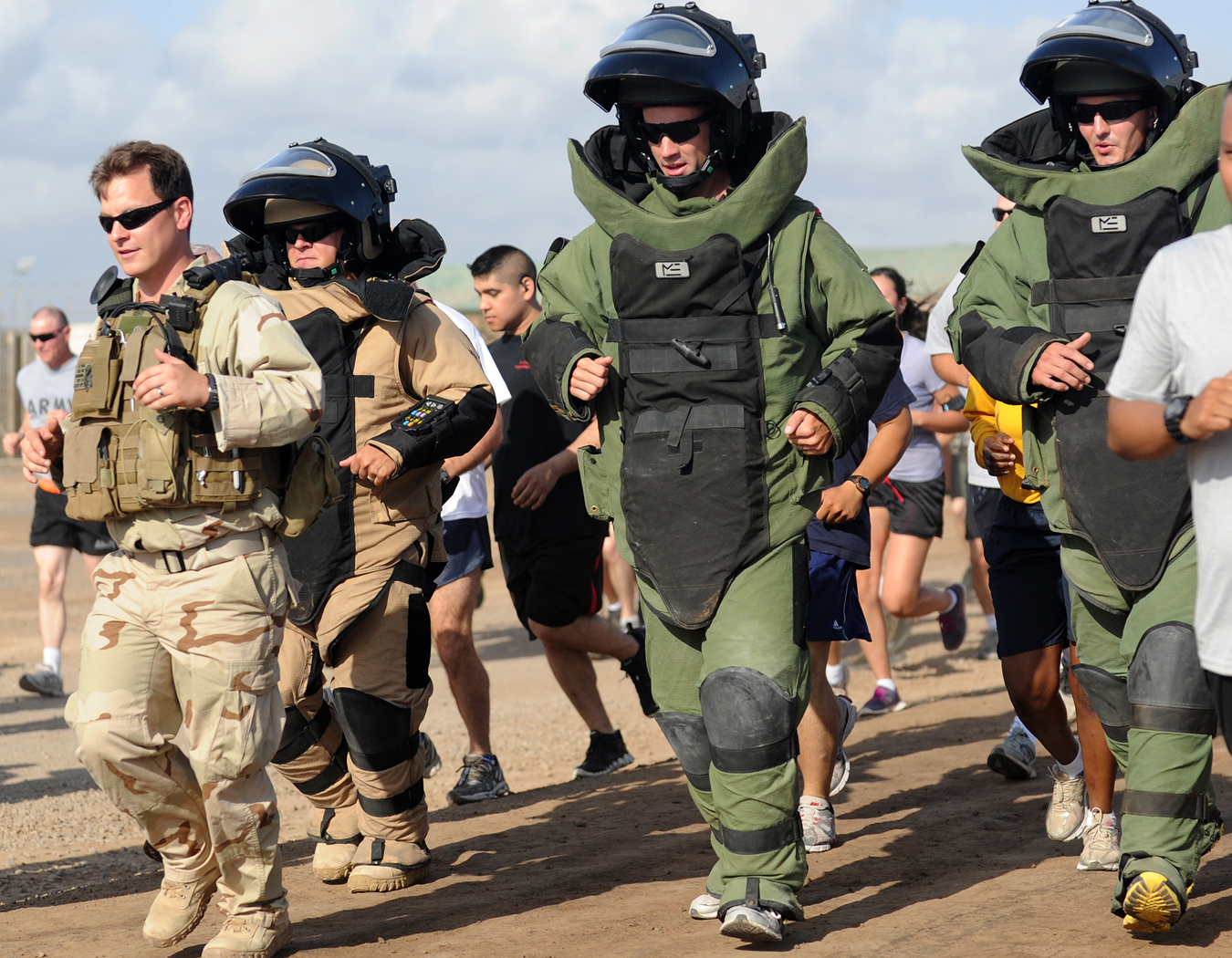
キャンプ・レモニエで2011年の対爆スーツ着用5km走に参加しているCJTF-HOAの兵士。

海兵隊の艦隊付き対テロセキュリティチーム（FAST）は、2002年6月にキャンプ・レモニエを占拠し、警備を提供するための最初の部隊であった。初期の指揮統制は、アメリカ空軍特殊作戦コマンド分隊によって、中央特殊作戦軍（SOCCENT）の下で確立された。最初の米国の戦闘部隊は、パキスタンのジャコババードから再配備された空軍MC-130とMH-53部隊に始まり、すぐに陸軍第7特殊部隊と基地支援のための戦車支援大隊が続いた。すぐに上陸する予定だったが、数年間使用されていなかったキャンプ・レモニエの施設は荒廃した状態だった。建物の一部はコンクリートの外殻のみとなっており、内部の備品、パイプ、配線が剥ぎ取られ、屋根が崩壊しているものもあった。ヤギが敷地内を歩き回り、鳥の巣も多くあるような状況だった。かつてのプールはゴミ捨て場として使われていた。空港側のジブチ空軍が管理する区域に近い方の建物程、良好な状態であり、改修は最小限のもので済んだ。CJTF-HOA隊員は、米陸軍第46工兵大隊（英語版）が新しいコンクリートパッド、保守施設、および居住エリアの建設といった改修工事を開始したため、マウント・ホイットニーにしばらく留まることとなった。 2003年5月、キャンプ・レモニエは駐留に適した形となり、ようやくCJTF-HOAはマウント・ホイットニーからキャンプに移転した。プールは2003年春に清掃作業及び改装が完了した。なお、この間に基地の警備は、海兵隊第2艦隊付け対テロセキュリティチーム(FAST)によって担当された後、陸軍第101空挺師団第551憲兵中隊に引き継がれた。
2007年1月には、キャンプ・レモニエを97エーカー（0.39km²）から500エーカー（2.0km²）まで拡張することが発表された。 レモニエを一時的な「遠征」基地から永続的拠点に移すプロセスの一環として、キャンプはコンクリートの歩道と砂利道を備えたコンテナ化住宅ユニット（CLU）の列を備えた居住区域を建設した。 CLUエリアが拡大するにつれて、キャンプにいる人員はテントからより耐久性のある居住施設に移動した 。
「レモニエ」はもともとフランス軍のエミール・ルネ・レモニエ将軍にちなんで命名された。 2009年、米海軍は、レモニエ将軍の名前のスペルを正しいものへ修正するため、キャンプの名前を正式に変更した。
2012年1月25日、米国当局は、Navy SEALsがソマリアで2人の外国人人質、アメリカ人女性とデンマーク人男性を救出し、キャンプ・レモニエで保護していることを確認した。 地雷除去の技術者である2人は、2011年10月25日にガルカイヨ北部で拉致された。彼らの要求が満たされない場合、彼らをアル・シャバブに売ると脅されたという。
2013年5月現在、米国は基地を14億ドルで拡張し、特殊部隊を1000人以上に増やす計画を立てている。
2014年5月、バラク・オバマ米大統領とジブチのイスマイル・オマル・ゲレ大統領は、米国のリースを以前の約2倍となる年間6300万ドルで20年間延長することに合意した。米国は基地をさらに拡大する予定であり、今後20年間で14億ドルかけて施設を改修する。  
2017年、中国は近くに基地を開設。中国軍基地からレーザー光線が発生し、アメリカ空軍のパイロットの目を傷つける事件が起きた。中国側はレーザーの発生源に関して否定している。

## 作戦拠点

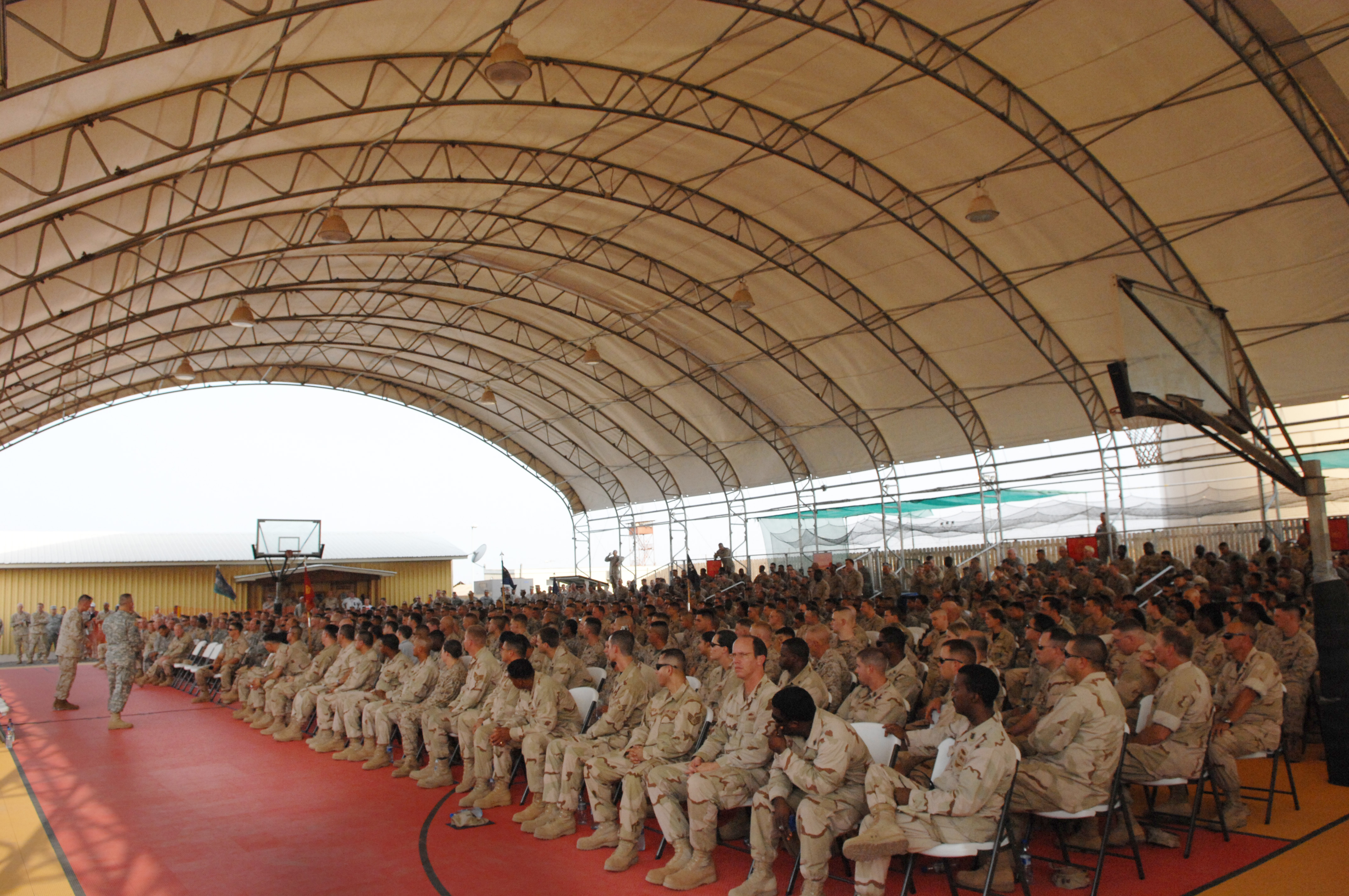
キャンプ・レモニエの「サンダードーム」

「アフリカの角」地域統合任務部隊（CJTF-HOA）は、2003年5月6日、アデン湾上に浮かぶ旗艦マウント・ホイットニーからキャンプ・レモニエの施設へのすべての司令部要員と設備の移動を開始した。
ジブチの地元労働者は、CJTF司令部を設置するための88-エーカー (360,000 m2)
にわたる敷地の整備に尽力した。現在、1200人以上の地元および第三国の国の建設および支援要員がキャンプで勤務している。KBR社がキャンプの施設と支援業務の契約を管理している。
2006年7月1日、米海兵隊はキャンプ・レモニエの指揮権を海軍に移管した。米海軍大佐ロバート・ファヘイが米海兵隊のジェラルド・フィッシャー大佐からキャンプ・レモニエの指揮を引き継いだ。 
2006年7月初旬、米国政府とジブチ政府は、キャンプ・レモニエを88エーカー（36万㎡）から約500エーカー（2km²）に拡張するためのリース契約が締結されたことを発表した。リース期間は5年間で、更新することも可能となっている。リースと拡張の一環として、キャンプの物理的な改善策として、新たなフェンスの設置、既存のテントを置き換えるための追加の兵舎、およびさまざまな米軍基地保護要件への準拠が示された。
2009年までに、基地は再び拡張工事を開始した。 オープンソースの衛星画像をまとめるOSGEOINTによると、基地は平行誘導路と新しい補助サポートエプロンを備えるようになった。2010年から2011年にかけて、キャンプ・レモニエにRQ / MQ-1プレデターをサポートする新しいドローン用エプロンが存在することが判明した。ドローンは隣接するイエメンとソマリアで任務を遂行しており、キャンプ・レモニエはイギリスの経済誌『エコノミスト』で「アフガニスタンの戦争地帯の外でのドローン作戦の最も重要な基地」と評されている。 
キャンプ・レモニエは、ソマリアやイエメンなどの国々への特殊作戦のハブ基地としても機能している。また、「アフリカの角」特殊作戦コマンド指揮分隊（SOCCE-HOA）が所在し、JSOTF-TS（サハラ縦断合同特殊作戦共同合同任務部隊）およびアメリカ海軍特殊戦コマンドの10分隊を含む、地域の訓練または作戦任務に割り当てられたすべてのSOCOMユニットの指揮拠点となっている。また、ジブチとマリなどの国の両方で対反乱作戦で外国の治安維持訓練を実施する米陸軍特殊部隊の交代分遣隊を調整している。基地内の施設には、およそ300人のJSOC要員が駐在する。また特別な訓練を受けたオペレーター、インテリジェンスおよび画像分析官などからなるUAVの専門班が設けられている。 UAVセルは、JSOCの少佐によって指揮され、ソマリア、マリ、イエメンで作戦を遂行する8機のMQ-1 プレデターの飛行を任務とし、プレデターは2010年半ばからキャンプ・レモニエからの出撃及び監視任務を遂行している。それ以前にも、CIAとJSOCの両方が、この基地をプレデターとリーパーの出撃のための一時的な前線拠点として使用していた。
2011年10月には、アメリカ空軍のF-15E飛行隊が基地に配備され、イエメン政府軍とJSOCおよびCIA標的班による攻撃任務を支援するため、イエメンにおいて多数の戦闘任務を遂行した。 UAVとF-15Eに加えて、監視飛行は空軍特殊作戦コマンドの高度な信号傍受装置と光学センサーが装備されたU-28Aによって行われ、地上オペレーターにリアルタイムのインテリジェンスを提供できるようになっている。 
2013年、基地外でのUAVの運用任務はチャベレイ空港に移管された。ジブチ郊外でのヘルファイアを搭載したUAVの墜落事故の後、運用に関する保安基準が強化され、現地での不安が和らいだ。

## 指揮権移管
2008年10月1日、統合任務部隊の指揮権とアフリカの作戦地域に対する権限と責任が、アメリカ中央軍（USCENTCOM）からアメリカアフリカ軍（USAFRICOM）へ移管された。

## 駐留部隊
地上部隊

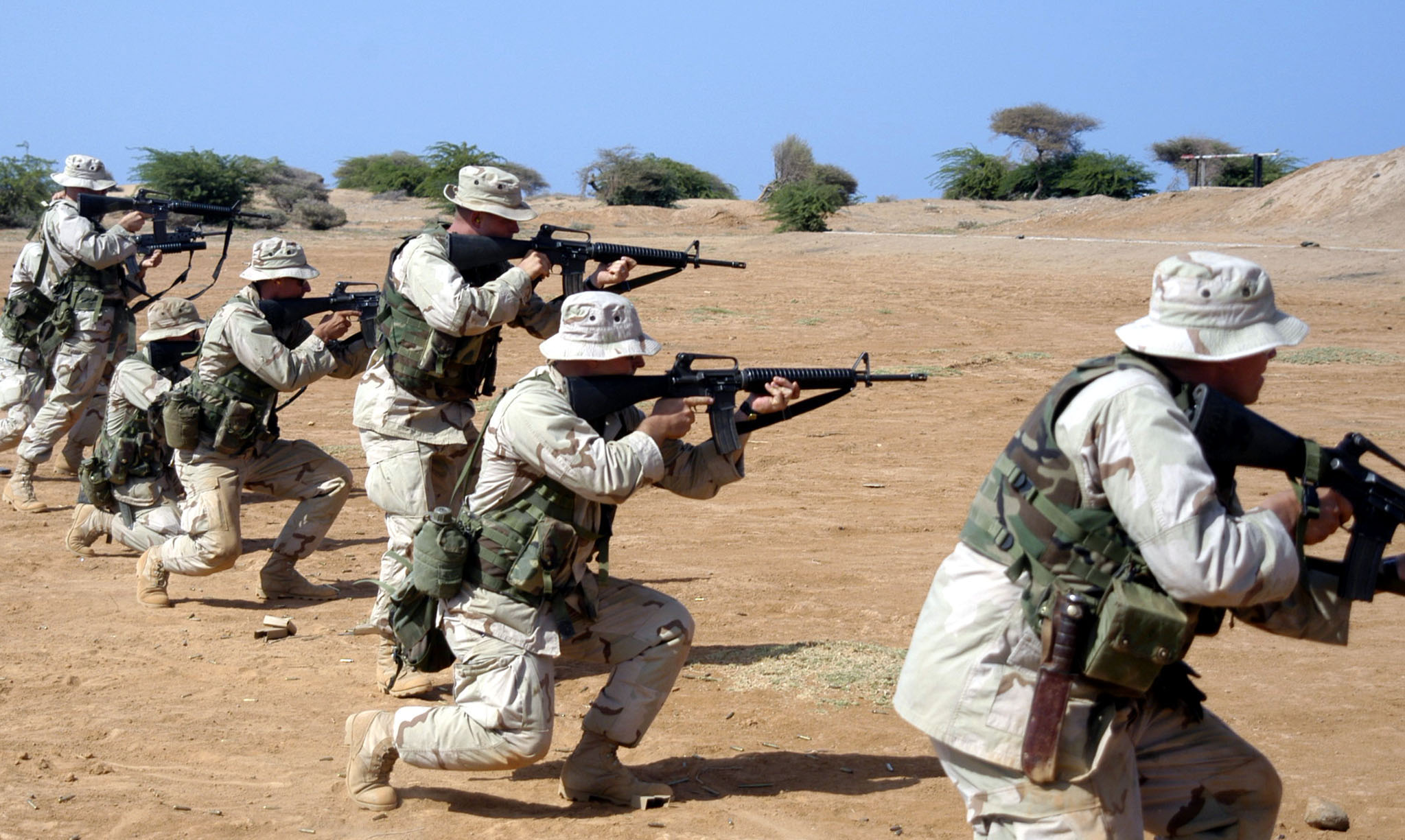
キャンプ・レモニエにてM16A2小銃の射撃訓練を行う海兵隊。2003年3月。

キャンプ・レモニエの部隊は、ヨーロッパ・アフリカ・南西アジア海軍地域司令官によって指揮されており、同司令官はキャンプの拡張、維持、および後方支援に責任を負う。キャンプの外部警備を担当する米海兵隊、CJTF-HOAの司令官と司令要員、井戸掘削作業を行う米海軍シービー大隊、追加の警備、軍事訓練、民事作戦支援を行う米陸軍部隊、そして複数の航空機分遣隊が駐屯する。
過去には、米海兵隊第9臨時警備隊、第18野戦砲兵連隊第2大隊（英語版）、第65歩兵連隊（英語版）、第16歩兵連隊A中隊（英語版）、カンザス州の第1歩兵師団が2006年から2007年にかけて駐留していたほか、プエルトリコ陸軍州兵、米空軍第1レッドホース群（英語版）などが駐留していた。カンザス州第2〜137諸兵科連合大隊は、2010年6月から2011年4月まで部隊防護の任務を担い、功労者勲章を受章した。テキサス州の陸軍州兵部隊である第3〜124騎兵連隊及び偵察監視中隊（英語版）は、ケンタッキー州の陸軍州兵である第2〜138野戦砲兵旅団（英語版）に引き継がれるまで、キャンプ・レモニエの部隊保護とCJTF-HOAへのその他の支援を行った。
航空部隊
第449航空遠征隊は、CJTF-HOAの米空軍部門で、キャンプ・レモニエに配属されている。第449航空遠征群（英語版）は現在、第81次遠征軍救助隊に所属するHC-130P ハーキュリーズ・コンバットキングまたはHC-130J コンバットキングIIと、第82次遠征救助隊に所属するパラレスキュー隊員（PJs）で構成されている。配備されている間、グループは戦闘員と民間人の捜索、救助任務の両方を実行した。
航空部隊には、米海兵隊の大型輸送ヘリコプター、CH-53 シースタリオン部隊と米海軍の攻撃支援MV-22 オスプレイ部隊、米海軍のP-3 オライオン部隊（厳密には米海軍第6艦隊CTF-67の一部）が派遣されている。また米空軍のHC-130P コンバットキングまたはHC-130J コンバットキングII、HH-60G ペイブホーク、C-130J ハーキュリーズ、C-17 グローブマスターIIIが配備されることもある。

## 基地での生活

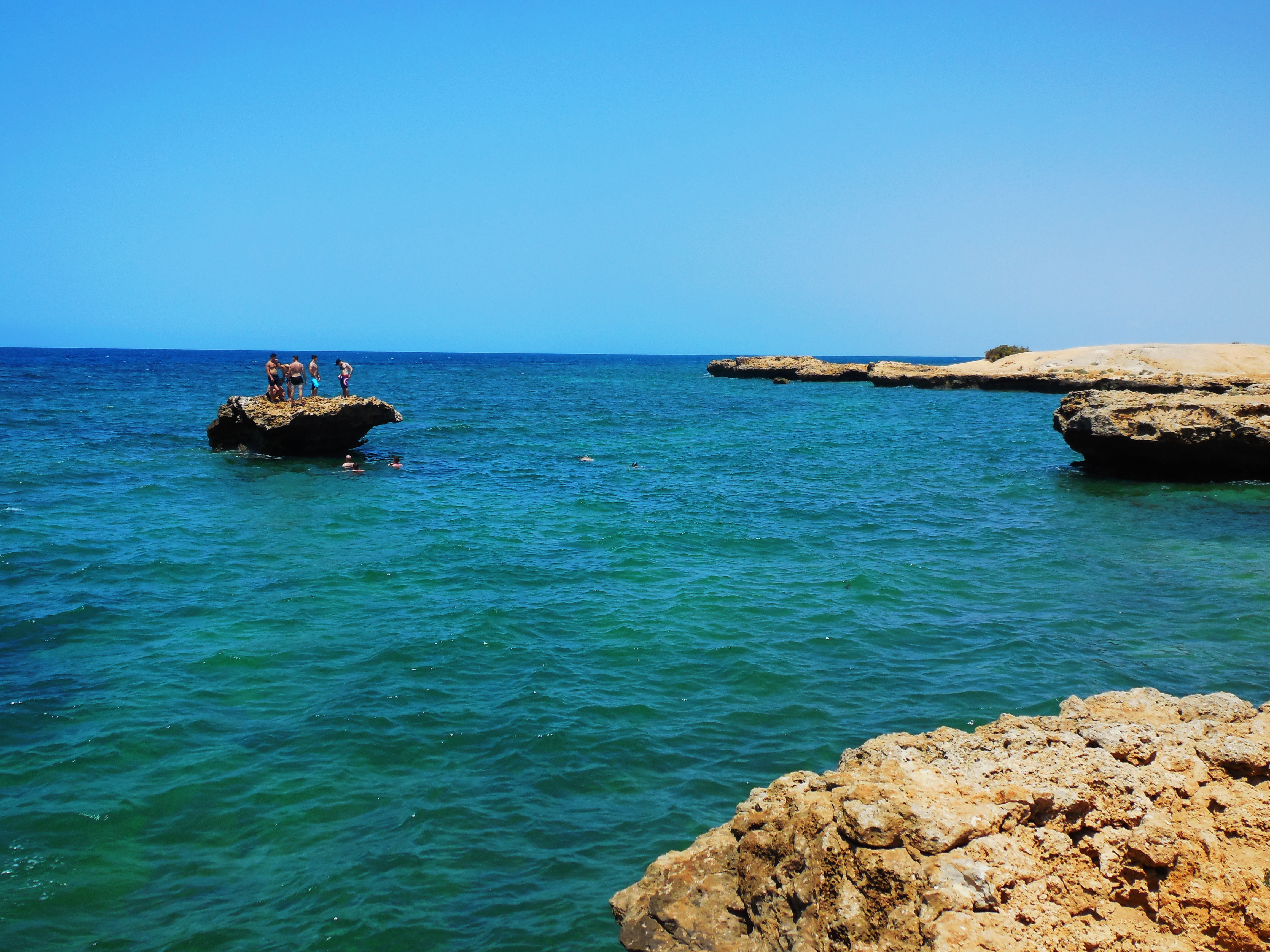
キャンプ・レモニエ周囲のビーチでの一日を楽しむフォートライリー（英語版）第1歩兵師団兵士

キャンプ・レモニエでのレクリエーションは、米国本土外にある基地での駐留とそこでの戦闘配備との間の余暇に行われる。各軍ごとの部隊長が、基地外で米軍人が参加できるレクリエーションを決める。基地内にあるレクリエーションセンターでは、ダーツ、ビリヤード、シャッフルボードなど様々な娯楽アクティビティが楽しめる。また、基地内にはプールやジムもある。
また、一部隊員は、ジブチや周辺地域での旅行に参加するために基地を離れることを許可されることもある。